# 永田力
永田 力（ながた りき、1924年〈大正13年〉4月5日 - 2014年〈平成26年〉7月27日）は、日本の画家。元・桑沢デザイン研究所 東京造形大学講師 リセ・フランコ・ジャポネ美術教授

## 経歴
長崎県加津佐町山口小学校校長住宅で生まれる。父・内蔵男は小学校校長。少年時代より画家を志し、中学二年より油絵を描きはじめる。中学四年の時に父の反対を押し切り、上京するも一旦は絵画研究所に通うも、送金が途絶え断念。県立島原中学卒業後再び上京。同舟舎に学ぶ。昭和十八年、戦争さえ終わればパリは地続きと、フランス留学を計画し、中国に渡るも、兵役忌否として捕えられ昭和精鋼所報道班員となり、翌年満州第3112部隊に入隊。その後、ソ連軍に抑留。
昭和二十三年に復員。上京。マキノ映画に就職するも一年で退社。同年に第一美術展に出品、第一美術賞を受賞。その作品は政府買い上げとなる。昭和二十五年には新聞、雑誌等にカット、挿絵などの仕事がはじまり、画家として生きる決意をする。その頃から吉行淳之介、小島信夫などの作家との交友がはじまる。昭和二十六年、自由美術に出品。鶴岡政男を知る。翌年に自由美術会員、国際アートクラブ会員となる。昭和二十八年、風間完、太田大八、高井寛二、齋藤三郎、油野誠一、六浦光雄らと「エンピツの会」を結成。新橋美松画廊で二回に渡って展覧会を開催。同二十八年には日本天然色映画の創立に参加。後にテレビのＣＭディレクターとして国際賞を受賞する杉山登志を育て、同社に紹介。昭和三十年、フランスで起こった新具象運動に呼応して中本達也、井上武吉、木内岬らと新具象展を銀座村松画廊で開催。昭和三十二年第一回国際青年美術家展に出品。フライッシュマン賞を受賞。フライッシュマン・コレクション収蔵される。昭和三十五年、青木一男が設立した南天子画廊で個展。その後昭和五十四年まで八回開催。その頃、水上勉、川上宗薫を知る。昭和三十六年、水上勉の週刊朝日連載「飢餓海峡」で講談社さし絵賞を受賞。昭和三十九年渡欧。モスクワ、レニングラード、ワルシャワ、ウィーンを経てパリ。暫く滞在。翌四十年帰国後に自由美術を退会。退会後も鶴岡政男との交流は彼が昭和五十四年他界するまで続く。昭和四十八年再び渡欧。パリに滞在するも、バルカン諸国を訪問。
私生活では帰国後の昭和二十四年、妻・峰子と結婚。彼女の母の高円寺にあった家屋を売却、その資金を元に中野坂上に転居。その土地にアトリエを建築。に二十四年には長男・黃 誕生。多少でも金になる出版の仕事が見え始めたのは、昭和三十年代に入ってのこと、それまでは食えなかったようだ。ただ｢食えぬ｣ことが大手を振って歩けた時代でもあった。昭和二十三年年、帰国してまもなくに第一美術展に出品、いきなり第一美術賞を受賞。その後、二十六年には自由美術に参加。同年には風間完、太田大八、高井寛二、齋藤三郎、油野誠一、六浦光雄らと「エンピツの会」を結成、ともに創作活動をする。その後もキャンバスへの表現と発表活動は平成七年のギャラリーミキモトでの「天円と方形」まで続いた。彼にとっての画業とはキャンバスに描かれるそれであり、挿絵と呼ばれる仕事ではなかった。

### 永田力の仕事「3つの時代」
「初期の作品」
第一美術時代から自由美術へ。戦後の団体美術運動に参加していた時代の作品。当時は「洋画家」という呼称を好んで使っていた。また油絵具に砂などを混ぜ、ナイフで処理するなどの技法を駆使していた。それらの技法を昭和三十五年、アトリエ出版社から「洋画の技法集」として出版している。その技法集に参加している作家は鶴岡政男、糸園和三郎、井上長三郎、麻生三郎、小野州一などである。
「顔、あるいは人間」
団体美術から離脱した後に、渡欧。その後、ピエロなど人間の顔を描くことが多くなる。そして、人間を。筆は以前に比べて柔らかく、時に走り、時に停止した。まるで、絵自身が意志を持ち、随意に動き出すのを、語り出すのを待っているかのようであった。また色の艶やかさが増すとともに、軽やかさが感じられる。その筆先に作家としての自信が見てとれる。
「自然、風景、色の世界」
平成七年の個展「天円と方形」が彼の作品の最終形として昇華したものとなる。人知を越えた天然の持つ力を描こうとしている。それこそが長崎の口之津で中学時代からはじめた油絵の集大成か。散骨のために訪れた口之津から天草へのフェリーで見える島々、そして橘湾の向こうに見える野母崎半島。その風景が彼の描いた一枚の絵、その色と線の世界のようでもあった。
「本の仕事」
昭和30年代の「宝石」での仕事にはじまり戦後の出版界において多くの作家の装画を担当すると同時にブックカバーのデザイン及びイラストレーションを制作。水上勉 柴田錬三郎 野坂昭如 吉行淳之介 源氏鶏太 黒岩重吾 開高健 安岡章太郎 梶山秊之 松本清張 結城昌治 佐藤愛子 川上宗薫 長谷川伸 長部日出雄 吉村昭 赤川次郎の三毛猫シリーズの表紙は100冊になる。

## 主な出品展覧会
グレンヘン・トリエンナーレ展 ギャラリー・ランベール主催「日本人画家展」（パリ） 自由国際展（ソウル） 世界風刺画ビエンナーレ展（ライプチッヒ） 現代美術秀作展 現代美術展 アートクラブ連鎖展 日本・今日の美術展 現代の精鋭展
九州人脈展（セントラル美術館） 顔派展（ギャラリー和光） 人間像を描く異色画家展（20世紀美術館） 明日を拓く画家23人展（セントラル美術館）南天子画廊にて個展8回 シマギャラリー個展 イラストレーション・アイ83展（東急百貨店本店） 日本美術の精鋭ポストコレクション展（セントラル美術館）
12人の作家による青春の影展（東急百貨店本店） 美術ジャーナル画廊個展 早川良雄とライブアートの仲間たち展（東急百貨店本店） イラストレーション・アイ日仏合同展 「天円と方形 永田力展」（ギャラリー ミキモト）

## 著書
「図解された油絵技法集」（アトリエ社） 「ねずみのちえ」（大日本図書）「どうながダック」（福音館／この作品はカンボジアで小学校の教科書として使用される）共著／吉行淳之介「女のかたち」（創樹社）「私たちが生きた20世紀」（文藝春秋社）
- 1992年より光村図書発行の小学五年用国語教科書に掲載されている「地図が見せる世界」は中国の国立大学日本語学部の教科書に転載される。